# Dickson Job
Dickson Job (ur. 29 grudnia 2000 w Morogoro) – tanzański piłkarz grający na pozycji środkowego obrońcy. Od 2021 jest zawodnikiem klubu Young Africans SC.

## Kariera klubowa
Swoją karierę piłkarską Job rozpoczął w klubie Mtibwa Sugar FC. W 2017 roku zadebiutował w nim w tanzańskiej pierwszej lidze. W debiutanckim sezonie zdobył z nim Puchar Tanzanii. Na początku 2021 roku przeszedł do Young Africans SC. W sezonie 2020/2021 wywalczył z nim wicemistrzostwo, a w sezonie 2021/2022 mistrzostwo Tanzanii.

## Kariera reprezentacyjna
W reprezentacji Tanzanii Job zadebiutował 15 marca 2021 roku w przegranym 1:2 towarzyskim meczu z Kenią, rozegranym w Nairobi.